# Arrhetopista
Arrhetopista é um gênero de mariposa pertencente à família Acrolepiidae.